# سعید نجاتی
سعید نجاتی (متولد ۲۴ شهریور ۱۳۶۰ اراک) یک فیلم‌ساز ، تهیه کننده و مدرس ایرانی است. او فارغ تحصیل کارشناسی تدوین و کارشناسی ارشد سینما از دانشگاه سوره تهران می‌باشد. او از سال ۱۳۸۰ فیلم‌سازی را در انجمن سینمای جوانان قم آغاز کرده‌است. نجاتی در جشنواره‌های مختلف بین المللی و داخلی شرکت کرده است. وی از سال ۱۳۸۵ به تدریس در انجمن سینمای جوان ؛ دانشگاه فرهنگ و هنر و آموزشگاه های مختلف و از سال ۱۳۹۴ به تدریس در دانشگاه سوره مشغول است.
از فیلم‌های مطرح او می‌توان به صراحی، باران آهسته می‌بارد و دآبر اشاره کرد. پس از دآبر در دوران کرونا وی فیلم کوتاهی به نام سولاریا ساخت و همچنین تهیه کنندگی و تدوین بیش از پنجاه فیلم کوتاه را در سالهای فعالیت به عهده داشته است.فیلم دآبر پس از کسب جایزهٔ ویژه هیئت داوران از سی و ششمین جشنواره بین المللی فیلم کوتاه تهران در سی و هشتمین جشنواره فیلم فجر اکران شد و سیمرغ بلورین بهترین فیلم کوتاه را دریافت کرد. همچنین در سی و ششمین جشنواره فیلم کودک و نوجوان اصفهان به پاس فعالیت و تلاش جهت بهبود سینمای کودک و نوجوان بزرگداشتی برای او گرقته شد. 
نجاتی با حضور در بیش از چهار صد جشنواره فیلم کوتاه و دریافت سیصد و پنج جایزه یکی از مهمترین فیلمسازان معاصر فیلم کوتاه ایران است . وی تاکنون عضو هیئت انتخاب و هیئت داوران بیش از شصت فستیوال ملی و بین المللی چون جشنواره فیلم کوتاه تهران، جشنواره ملی فیلم سایه، جشنواره های منطقه ای سینمای جوان ؛ جشنواره رشد ؛ جشنواره اشراق ؛ جشنواره فیلم داکا بنگلادش, فیلم کوتاه ازمیر ترکیه ، فیلم کوتاه سما و فستیوال فیلم کازان و جشنواره شهرهای جدید روسیه بوده‌است. همچنین استاد و منتور حدود صد کارگاه سینمایی در داخل و خارج از کشور مثل ترکیه ؛ روسیه و افغانستان بوده است. وی اکنون موسس و رییس جشنواره فیلم فضای باز ایران است .

## فیلم شناسی
- سرباز ها لک لک را دوست دارند
- از خرید شما متشکریم
- صراحی
- بی بی
- باران آهسته می بارد
- دآبر
- سولاریا

## جوایز
- سیمرغ بلورین بهترین فیلم کوتاه سی و هشتمین جشنواره فیلم فجر برای فیلم دابر ۱۳۹۸[۸]
- جایزهٔ ویژه هیئت داوران از سی و ششمین جشنواره بین المللی فیلم کوتاه تهران برای فیلم دابر ۱۳۹۸
- پروانه زرین بهترین کارگردانی از سی‌امین جشنوارهٔ بین‌المللی کودک و نوجوان اصفهان ۱۳۹۶
- بهترین فیلم بین‌الملل سی و دومین جشنوارهٔ بین المللی فیلم کوتاه تهران برای فیلم صراحی ۱۳۹۴
- تندیس بهترین فیلم سومین جشنوارهٔ رویش برای فیلم یک قدم آنسوتر ۱۳۸۶
- تندیس بهترین فیلم جشنوارهٔ صلح نپال برای فیلم باران آهسته می‌بارد ۲۰۱۷
- تندیس ویژه هیات داوران بیست و یکمین جشنوارهٔ مذهب امروز ایتالیا برای فیلم باران آهسته می‌بارد ۲۰۱۸
- نشان ویژه دیوید زوردان از بیست و یکمین جشنوارهٔ مذهب امروز ایتالیا برای فیلم باران آهسته می‌بارد ۲۰۱۸
- تندیس بهترین فیلم میهن پرستانه دهمین جشنواره فیلم جوان کازان روسیه برای فیلم باران آهسته می‌بارد ۲۰۱۸